# Арена Пернамбуку
Ітаїпава Арена Пернамбуку (порт. Itaipava Arena Pernambuco), або просто Арена Пернамбуку — багатофункціональний стадіон у Ресіфі, Бразилія. Відкритий 22 травня 2013 року. Тут проходили матчі Чемпіонату світу з футболу 2014.